# Taymuri
Taymuri oder Timuri (persisch تیموری) sind ein Aimakenstamm, der in Iran und Afghanistan lebt. Sie waren einst einer der wichtigsten Stämme in der Region und bezeichnen sich als die Nachkommen des mongolischen Eroberers Timur. Sie leben traditionell halbnomadisch in Jurten als Viehhalter und gehören zu den Chahar Aimaq (vier Aimaken[Stämme]).
In der Islamischen Republik Iran leben etwa 200.000 Timuri vor allem in der Provinz Razavi-Chorasan an der Grenze zu Afghanistan. In Afghanistan leben etwa 150.000 Timuri vor allem in den Provinzen Herat und Badghis.

## Name
Der Name Taymani bzw. Timuri bedeutet „von Timur“, weil sich die Timuri als Nachkommen Timurs bezeichnen. Sie dürfen nicht mit dem Aimakenstamm Taimani verwechselt werden.

## Sprache und Religion
Die Taymuri sprechen Aimaq, einen Dialekt der persischen Sprache, wobei eine kleine Minderheit in Afghanistan Paschtu spricht. Die Timuri gehören dem sunnitischen Islam an.